# Liste de ponts du Liban
Cette liste de ponts du Liban a pour vocation de présenter une liste de ponts remarquables du Liban, tant par leurs caractéristiques dimensionnelles, que par leur intérêt architectural ou historique.
Elle est présentée sous forme de tableaux récapitulant les caractéristiques des différents ouvrages proposés, et peut-être triée selon les diverses entrées pour voir ainsi un type de pont particulier ou les ouvrages les plus récents par exemple. La seconde colonne donne la classification de l'ouvrage parmi ceux présentés, les colonnes Portée et Long. (longueur) sont exprimées en mètres et enfin Date indique la date de mise en service du pont.

## Ponts présentant un intérêt historique ou architectural
|  |   | Nom              | Arabe       | Distinction                                       | Long. | Type                       | Voie portée Voie franchie | Date | Localisation                                 | Gouvernorat | Ref. |
|  | - | ---------------- | ----------- | ------------------------------------------------- | ----- | -------------------------- | ------------------------- | ---- | -------------------------------------------- | ----------- | ---- |
|  | 1 | Pont d'Adonis    |             |                                                   |       | Maçonnerie 3 arches        | Nahr el-Kelb              |      | Zouk Mosbeh 33° 57′ 17,5″ N, 35° 36′ 06,3″ E | Mont-Liban  |      |
|  | 2 | Pont de Mudeirej | جسر المديرج | Hauteur libre : 75 mètres Plus haut pont du Liban | 430   | Poutres Béton précontraint | Beirut-Damascus highway   | 1998 | Hammana 33° 48′ 02,4″ N, 35° 43′ 37,8″ E     | Mont-Liban  |      |